# HxD
HxD是Maël Hörz开发的十六进制编辑器、磁盘编辑器和内存编辑器。該軟件適用於Microsoft Windows。該軟件可以打开大于4 GiB的文件，還能编辑磁盘驱动器內的原始内容以及正在被进程使用的内存內的內容。它还可以计算各种校验和、比较文件之間的異同以及粉碎文件。 HxD是一款免费软件，而且有多种语言版本。 